# Francesco Feo
Francesco Feo (? 1691 – 28. ledna 1761) byl italský operní skladatel, představitel Neapolské operní školy. Narodil se a zemřel v Neapoli, kde byla také většina jeho děl uvedena.

## Život
Feo studoval na konzervatoři Conservatorio di Santa Maria della Pietà v Neapoli v letech 1704 až 1712. Mezi jeho spolužáky byli např. Leonardo Leo, Niccolò Jommelli a Giuseppe de Majo (který se později oženil s jeho neteří. Jeho prvním učitelem byl Andrea Basso a po roce 1705 i Nicola Fago.
V roce 1713 uvedl svou první operu L’amor tirannico, ossia Zenobia (Krutá láska aneb Zenobia) a hned pro karneval v následujícím roce oratorium Il martirio di Santa Caterina (Utrpení svaté Kateřiny v Egyptě). Velmi úspěšné byly jeho církevní skladby pro místní chrámy, jako např. Missa defunctorum (Mše za zemřelé) z roku 1718. Proslul rovněž recitativy, áriemi a komickými scénami komponovanými pro představení oper jiných autorů uváděných v Neapoli.
V roce 1719 složil operu La forza della virtù (Síle ctnosti) a vzápětí Teuzzone ve stylu opera seria. Skutečné slávy se dočkal v roce 1723 operou Siface, re di Numidia (Syphax – Numidský král) psanou pro divadlo Teatro San Bartolomeo. Libreto bylo prvním pokusem o hudební drama tehdy pětadvacetiletého Pietra Metastasia, který právě začínal svou životní dráhu v Neapoli.
Na základě svých úspěchů byl v témže roce jmenován jako "primo maestro" konservatoře Conservatorio di Sant'Onofrio a Capuana, kde ve funkci vystřídal Nicola (Francesca) Grillo. V té době zde vyučoval např. Ignazio Prota a mezi jeho žáky byly významní skladatelé jako Nicola Sabatino, Niccolò Jommelli a Gennaro Manna.
V roce 1739 přešel na Conservatorio dei Poveri di Gesù Cristo, kde nahradil Francesca Duranta, který odešel na odpočinek. Zde u něj studoval např. Giacomo Insanguine, známý pod přízviskem „Monopoli“.
Většinu svých oratorií, kantát a další duchovní hudby zkomponoval Feo v letech 1723 až 1743. Jeho nejznámějším oratoriem se stalo San Francesco Salesio, Apostolo del Chablais z roku 1734, které bylo mnohokrát provedeno v celé Itálii. Pro Řím a Turín zkomponoval šest oper a několik intermezz. Pro Madrid byla určeny serenády Oreste a Polinice (1738).
Na objednávku řádu křižovníků v Praze složil v roce 1739 pro Prahu oratorium La distruzione dell’esercito dei Cananei con la morte di Sisara (Zničení vojsk Kanánců a smrt Sisary). Jeho poslední opera Arsace, byla uvedena v roce 1740 v Turíně při znovuotevření divadla Teatro Regio a poslední oratorium (Ruth) v Římě roku 1743.
V tomto roce bylo Conservatorio dei Poveri di Gesù Cristo zrušeno a přeměněno na kněžský seminář. Feo odešel na odpočinek, ale dál pokračoval v komponování pro neapolské kostely, zejména pro chrám Santissima Annunziata, kde byl již od roku 1726 ředitelem kůru (maestro di cappella). Zemřel 28. ledna 1761. Poslední skladbou byla árie pro tenor a smyčcové nástroje Quoniam tu solus sanctus.

## Dílo
Opery
- L'amor tirannico, ossia Zenobia, libreto D. Lalli (18. 1. 1713 Neapol)
- Duello d'amore e di vendetta (19. 11. 1715 Neapol)
- Lucio Papirio (11. 12. 1717 Neapol)
- La forza della virtù, libreto F. A. Tullio (22. 1. 1719 Neapol)
- Teuzzone, libreto A. Zeno (20. 1. 1720 Neapol)
- Siface, re di Numidia, libreto P. Metastasio (4. 11. 1720 Neapol)
- Ipermestra (1728 Řím)
- Arianna, libreto Pariati (1728 Turín)
- Tamese, libreto Lalli (1729 Neapol)
- Andromaca, libreto Zeno (5. 2. 1730 Řím)
- L'Issipile libreto P. Metastasio (1733 Turín)
- Il castello d’abbiate (1734, spolu s L. Leo)
- Arsace, libreto P.Metastasio (26. 12. 1740 Turín)

Intermezza
- Morano e Rosina (13. 5. 1723 Neapol)
- Coriando lo speciale (1726 Řím)
- Don Chisciotte della Mancia (1726 Řím)
- Il vedovo (1729 Neapol)

Serenády
- Oreste (20. 1. 1738 Madrid)
- Polinice (19. 6. 1738 Madrid)

Oratoria
- Il martirio di s. Caterina (Neapol, 1714);
- S. Giovanni (Neapol, 1715);
- 4 oratori per i defunti (Neapol, 1723, 1725, 1728, 1731);
- Il genere umano in catena liberato da nostra signora (Neapol, 1731);
- S. Francesco di sales (Neapol, 1734);
- Gesù adorato dai tre magi, in collaborazione con d. Sarro (Janov, 1737);
- La distruzione dell’esercito dei cananei con la morte di Sisara (Praha, 1739);
- Tobias (Neapol, 1741);
- La ruth (Řím, 1743).

Další chrámová hudba
- 9 dialoghi con strumenti o continuo;
- 9 arie per voce e continuo;
- 27 mottetti;
- 3 passioni (1 secondo Giovanni e 2 secondo Matteo);
- 18 messe di cui 2 pastorali;
- 1 Requiem;
- 8 Credo;
- 1 Sanctus,
- 1 Agnus;
- 2 Quoniam;
- 1 Qui sedes;
- 1 Et incarnatus est Crucifixus;
- 2 Dies irae e altre 4 parti di messa;
- 7 Beatus vir;
- 8 Confitebor;
- 11 Dixit;
- 8 Laudate pueri;
- 3 Laetatus sum;
- 7 Magnificat;
- 7 Nisi Dominus;
- 2 Miserere;
- 6 Gloria Patri e altre parti di salmi;
- 6 notturni per la vigilia di Natale;
- 7 per il giovedì santo,
- 5 per il venerdì santo,
- 3 per il sabato santo,
- 5 per i defunti,
- 3 antifone,
- 13 inni;
- 1 Improperium;
- litanie, responsori e sequenze;

Kromě toho zkomponoval 31 kantát: Cantate profane e solfeggi per soprano